# 馬氏假軸孔珊瑚
馬氏假軸孔珊瑚（学名：Anacropora matthai）为軸孔珊瑚科假軸孔珊瑚屬下的一个种。